# 埃里奧·德·安吉尼斯
埃里奧·德·安吉尼斯（Elio de Angelis，1958年3月26日—1986年5月15日），意大利賽車手。1986年，埃里奧·德·安吉尼斯為布拉漢姆車隊試車時意外身亡於保罗·里卡尔赛道。埃里奧·德·安吉尼斯是一級方程式賽車極受歡迎的車手，因為他也是演奏廳等級的鋼琴家，有時也被稱為一級方程式賽車“最後的紳士車手”。